# Deichmann

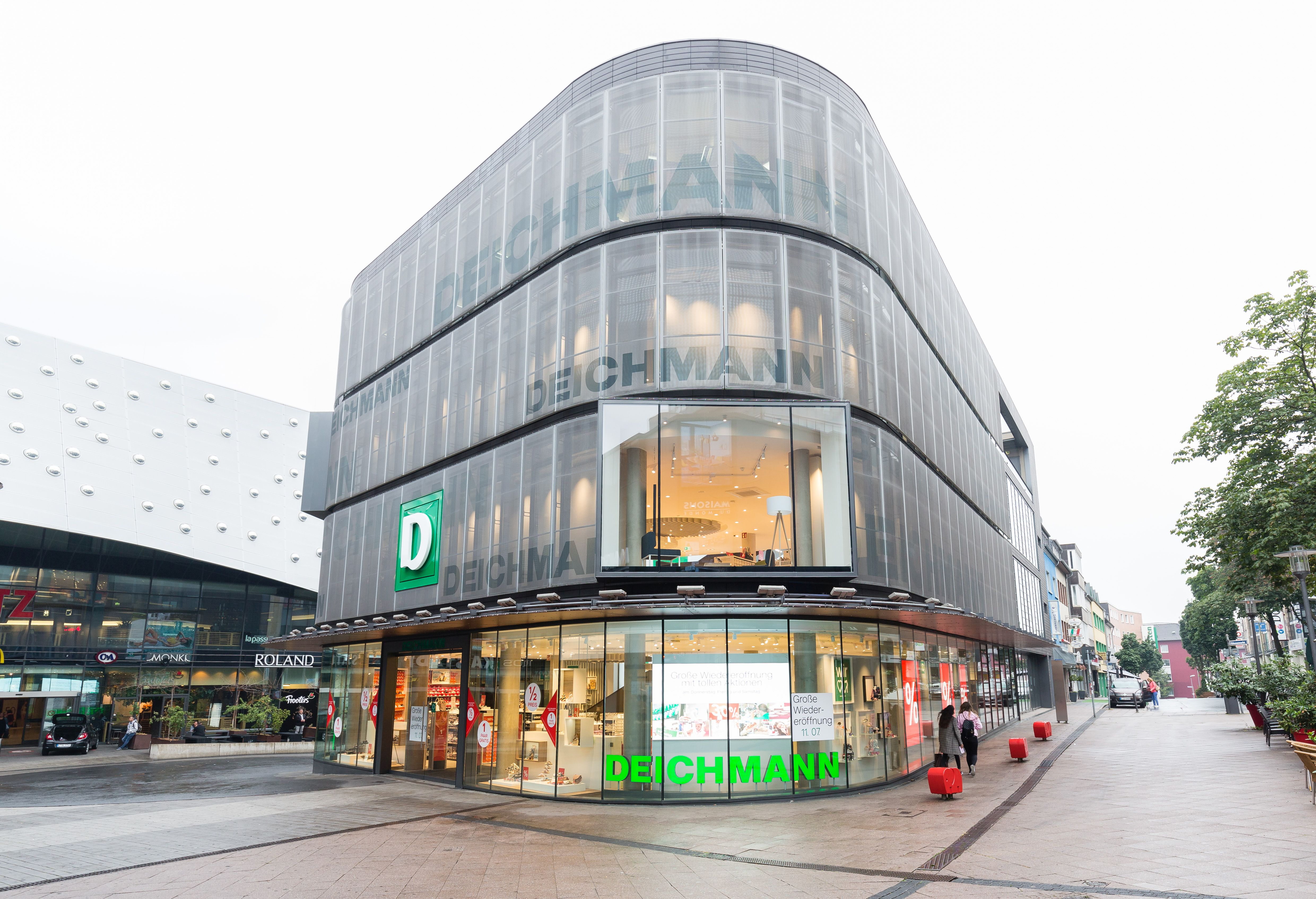
Deichmann в Ессені

Deichmann SE (укр. Дайхманн, раніше Heinrich Deichmann-Schuhe GmbH & Co. KG) — найбільша мережа взуттєвих крамниць в Європі зі штаб-квартирою в німецькому Ессені. Була заснована в 1913 році і досі повністю належить родині засновників. Нині крамниці є в Німеччині, Великій Британії, Італії, Чехії, Литві, Словаччині, Словенії, Угорщині, Іспанії, Данії, Болгарії, Хорватії, Австрії, Польщі, Боснії і Герцеговині, Туреччині, Португалії, Румунії, Сербії та Швеції. У деяких країнах магазин має іншу назву, наприклад vanHaren у Нідерландах, Rack Room Shoes/Off Broadway у США, Dosenbach/Ochsner/Ochsner Sport у Швейцарії та іноді Roland у Німеччині.

## Deichmann в Україні
У 2008 році були переговори про відкриття першої крамниці в Україні. Першу крамницю планували відкрити у Львові та в Одесі. Компанія вже займалася реєстрацією українського офісу, а перша крамниця мала відкритись вже на початку 2009 року. Але, магазин не появився в Україні та новин щодо відкриття зараз немає.

## Кількість магазинів у різних країнах
Deichmann можна знайти у 22 країнах Європи та США.
| Країна               | Кількість магазинів |
| -------------------- | ------------------- |
| Австрія              | 161                 |
| Бельгія              | 6                   |
| Боснія і Герцеговина | 18                  |
| Болгарія             | 21                  |
| Хорватія             | 33                  |
| Чехія                | 99                  |
| Данія                | 26                  |
| Німеччина            | 1300                |
| Угорщина             | 116                 |
| Італія               | 63                  |
| Литва                | 18                  |
| Нідерланди           | 139                 |
| Польща               | 200                 |
| Португалія           | 9                   |
| Румунія              | 82                  |
| Сербія               | 30                  |
| Словаччина           | 54                  |
| Словенія             | 24                  |
| Іспанія              | 65                  |
| Швеція               | 32                  |
| Швейцарія            | 190                 |
| Туреччина            | 102                 |
| Велика Британія      | 98                  |

## Пропозиції
Пропозиція магазинів Deichmann, окрім взуття, включає такі аксесуари, як: сумочки, ремені, гаманці, кепки тощо.